# Krigsåret 1956

## Pågående krig
- Algerietrevolten (1954-1962)[1]
  - Frankrike på ena sidan
  - FLN på andra sidan

- Suezkrisen (1956)[2]
  - Storbritannien, Frankrike och Israel på ena sidan
  - Egypten på andra sidan

- Ungernrevolten (1956)
  - Ungern på ena sidan
  - Sovjet på andra sidan

## Händelser

### Oktober
- 29 - Israel anfaller Egypten och invaderar Sinaihalvön.
- 31 - Franska och brittiska flygplan bombar Egypten för att få Nasser att överge planerna på att nationalisera Suezkanalen.

### November
- 1 - Ungern meddelar sitt utträde ur Warszawapakten och förklarar sig neutralt.
- 4 - Sovjetunionens trupper kväser Ungernrevolten.
- 5 - Brittiska och franska styrkor landstiger i Egypten och ockuperar två städer.
- 7 - För att avbryta Suezkrisen antar FN:s generalförsamling en resolution som kräver att Storbritannien, Frankrike och Israel omedelbart återkallar sina trupper från Egypten.

### Fotnoter
1. ↑  ”Chronological List of All Wars”. Arkiverad från originalet den 9 oktober 2014. https://web.archive.org/web/20141009082543/http://www.correlatesofwar.org/COW2%20Data/WarData_NEW/WarList_NEW.pdf. Läst 29 juni 2011.
2. ↑  ”World Statesmen”. http://www.worldstatesmen.org/WARS.html. Läst 28 juni 2011.